# Jaffa (película)
Jaffa (En Hebreo כלת הים transcripción Kalat Hayam, en árabe عروس البحر transcripción "Arous el Bahr") es una película dramática israelí de 2009 dirigida por Keren Yedaya. Es una coproducción entre Israel, Francia y Alemania y fue exhibida en el Festival Internacional de Cine de Cannes de 2009.

## Argumento
Jaffa es una ciudad costera árabe-judía cerca de Tel Aviv, donde Reuven Wolf (Moni Moshonov) tiene un taller de automóviles. Su esposa Ossi (Ronit Elkabetz), una mujer vanidosa y egocéntrica, simplemente hace la vida imposible a todos. La hija de la pareja, Mali Wolf (Dana Ivgy), se ha enamorado secretamente de su amiga de la infancia, la joven Toufik (Mahmud Shalaby), una joven trabajadora que ha venido a ayudar a Israel. Su padre Hassan es un mecánico árabe que desde hace mucho tiempo que trabaja para Reuven. Mientras tanto, el hijo de Reuven, Meir (Roy Assaf) no le gusta trabajar en el garaje y le gusta menos aún la presencia del árabe palestino Toufik, que lo intimida.
En una noche trágica, la vida de todos cambia. Meir y su madre tienen una discusión seria y ella lo echa. A la mañana siguiente, estalla una crisis entre Meir y Toufik con el último hiriendo fatalmente a Meir en un desafortunado accidente. Esto cancela el plan que la ya embarazada Mali y su amante Toufik habían hecho para fugarse. Aunque decide abortar para no tener un bebé del asesino de su hermano, finalmente decide quedarse con el bebé, ocultando que el niño es de Toufik, y la devastada familia Wolf se muda a Ramat Gan.
La historia continua después de 9 años, cuando Toufik sale de la cárcel y Mali Wolf se debate entre la lealtad a su familia que la ayudó a criar a su hija ilegítima Shiran (Lili Ivgy) y su amante Toufik.

## Reparto
- Dana Ivgy como Mali Wolf
- Moni Moshonov como Reuven Wolf
- Ronit Elkabetz como Osnat 'Ossi' Wolf
- Mahmud Shalaby como Toufik
- Hussein Yassin Mahajne como Hassan
- Roy Assaf como Meir Wolf
- Dalia Beger como Aunt Suzi
- Lili Ivgy como Shiran Wolf
- Zenabh Mahrab como Naima
- Suma Zenabh como Evtesam